# زیر آسمان آبی شهر
زیر آسمان آبی شهر (به انگلیسی: Beneath the Blue Suburban Skies) یک فیلم درام آمریکایی محصول سال ۲۰۱۹ به کارگردانی و نویسندگی ادوارد برنز با بازی جنیفر ایلی، ادوارد برنز و برایان دارسی جیمز است. این فیلم برای اولین بار در جشنواره بین‌المللی فیلم تورنتو ۲۰۱۹ به نمایش درآمد.

## خلاصه داستان
یک همسر و مادر حومه شهر در آرزوی فرار از یکنواختی کارهای روزمره و استرس ناشی از فرزندان بالغش است.